# 羅克希爾 (密蘇里州)
羅克希爾（英語：Rock Hill）是位於美國密蘇里州聖路易斯縣的城市。

## 人口
根據2020年美國人口普查的數據，羅克希爾的面積為2.86平方千米，皆為陸地。當地共有人口4750人，而人口密度為每平方千米1,661人。